# Liste der französischen Abgeordneten zum EU-Parlament (1979–1984)
Die Liste der französischen Abgeordneten zum EU-Parlament (1979–1984) listet alle französischen Mitglieder des 1. Europäischen Parlaments nach der Europawahl in Frankreich 1979.

## Mandatsstärke der Parteien
- KOM: 19
- SOC: 22
- LD: 17
- EVP: 8
- EPD: 15

| Nationale Partei                                  | Mandate             | Fraktion                                         |
| ------------------------------------------------- | ------------------- | ------------------------------------------------ |
| Parti socialiste (PS)                             | 20                  | Sozialdemokratische Fraktion (SOC)               |
| Mouvement de la gauche radicale-socialiste (MGRS) | 02                  | Sozialdemokratische Fraktion (SOC)               |
| Mouvement de la gauche radicale-socialiste (MGRS) | 03 (ab 5. Mai 1982) | Sozialdemokratische Fraktion (SOC)               |
| Parti communiste français (PCF)                   | 17                  | Fraktion der Kommunisten und Nahestehenden (KOM) |
| Union progressiste (UP)                           | 01                  | Fraktion der Kommunisten und Nahestehenden (KOM) |
| Parti communiste réunionnais (PCR)                | 01                  | Fraktion der Kommunisten und Nahestehenden (KOM) |
| Union pour la démocratie française (UDF)          | 17                  | Liberale und Demokratische Fraktion (LD)         |
| Union pour la démocratie française (UDF)          | 16 (ab 5. Mai 1982) | Liberale und Demokratische Fraktion (LD)         |
| Union pour la démocratie française (UDF)          | 08                  | Fraktion der Europäischen Volkspartei (EVP)      |
| Rassemblement pour la République (RPR)            | 15                  | Europäische Demokraten für den Fortschritt (EPD) |
| Gesamt                                            | 81                  |                                                  |

## Abgeordnete
| Bild | MEP                         | von                | bis                | Partei  | Fraktion | Anmerkungen                                                             |
| ---- | --------------------------- | ------------------ | ------------------ | ------- | -------- | ----------------------------------------------------------------------- |
|      | Nicolas Alfonsi             | 1. September 1981  | 23. Juli 1984      | MGRS    | SOC      | Nachgerückt für Françoise Gaspard                                       |
|      | Magdeleine Anglade          | 6. Oktober 1982    | 19. November 1983  | RPR     | EPD      | Nachgerückt für Jean Méo, Nachrücker: Hector Riviérez                   |
|      | Gustave Ansart              | 17. Juli 1979      | 28. September 1981 | PCF     | KOM      | Nachrücker: Dominique Bucchini                                          |
|      | Vincent Ansquer             | 17. Juli 1979      | 23. Juli 1984      | RPR     | EPD      |                                                                         |
|      | Louis Baillot               | 17. Juli 1979      | 23. Juli 1984      | PCF     | KOM      |                                                                         |
|      | Pierre Baudis               | 17. Juli 1979      | 23. Juli 1984      | UDF     | EVP      |                                                                         |
|      | Pierre Bernard              | 25. März 1983      | 23. Juli 1984      | PS      | SOC      | Nachgerückt für Roger-Gérard Schwartzenberg                             |
|      | Alain Bombard               | 1. September 1981  | 23. Juli 1984      | PS      | SOC      | Nachgerückt für Claude Estier                                           |
|      | André Bord                  | 19. April 1982     | 23. Juli 1984      | RPR     | EPD      | Nachgerückt für André Fanton                                            |
|      | Dominique Bucchini          | 28. September 1981 | 23. Juli 1984      | PCF     | KOM      | Nachgerückt für Gustave Ansart                                          |
|      | Hubert Buchou               | 17. Juli 1979      | 13. Oktober 1980   | RPR     | EPD      | Nachrücker: Pierre-Bernard Cousté                                       |
|      | Henri Caillavet             | 17. Juli 1979      | 23. Juli 1984      | UDFMGRS | LDSOC    | Partei- und Fraktionswechsel am 5. Mai 1982                             |
|      | Corentin Calvez             | 17. Juli 1979      | 23. Juli 1984      | UDF     | LD       |                                                                         |
|      | Robert Chambeiron           | 17. Juli 1979      | 23. Juli 1984      | UP      | KOM      |                                                                         |
|      | Gisèle Charzat              | 17. Juli 1979      | 23. Juli 1984      | PS      | SOC      |                                                                         |
|      | Jacques Chirac              | 17. Juli 1979      | 16. Mai 1980       | RPR     | EPD      | Nachrücker: Gérard Israël                                               |
|      | Nicole Chouraqui            | 17. Juli 1979      | 17. Oktober 1980   | RPR     | EPD      | Nachrücker: François-Marie Geronimi                                     |
|      | Jean-José Clément           | 11. Juli 1980      | 16. Februar 1982   | RPR     | EPD      | Nachgerückt für Claude Labbé, Nachrücker: Jean Mouchel                  |
|      | Francisque Collomb          | 17. Juli 1979      | 23. Juli 1984      | UDF     | EVP      |                                                                         |
|      | Francis Combe               | 17. Juli 1979      | 16. April 1982     | UDF     | LD       | Nachrücker: Jean-Thomas Nordmann                                        |
|      | Pierre-Bernard Cousté       | 13. Oktober 1980   | 23. Juli 1984      | RPR     | EPD      | Nachgerückt für Hubert Jean                                             |
|      | Édith Cresson               | 17. Juli 1979      | 17. Juni 1981      | PS      | SOC      | Nachrücker: Roger Fajardie                                              |
|      | Félix Damette               | 17. Juli 1979      | 23. Juli 1984      | PCF     | KOM      |                                                                         |
|      | Michel Debatisse            | 17. Juli 1979      | 23. Juli 1984      | UDF     | EVP      |                                                                         |
|      | Michel Debré                | 17. Juli 1979      | 13. Oktober 1980   | RPR     | EPD      | Nachrücker: Marie-Madeleine Fourcade                                    |
|      | Christian de La Malène      | 17. Juli 1979      | 23. Juli 1984      | RPR     | EPD      |                                                                         |
|      | Charles Delatte             | 17. Juli 1979      | 23. Juli 1984      | UDF     | LD       |                                                                         |
|      | Gustave Deleau              | 17. Juli 1979      | 23. Juli 1984      | RPR     | EPD      |                                                                         |
|      | Jean de Lipkowski           | 13. Oktober 1980   | 16. Dezember 1981  | RPR     | EPD      | Nachgerückt für Marie-Madeleine Dienesch, Nachrücker: René Paulhan      |
|      | Robert Delorozoy            | 17. Juli 1979      | 23. Juli 1984      | UDF     | LD       |                                                                         |
|      | Jacques Delors              | 17. Juli 1979      | 10. September 1981 | PS      | SOC      | Nachrücker: Raymond Forni                                               |
|      | Danielle de March-Ronco     | 17. Juli 1979      | 23. Juli 1984      | PCF     | KOM      |                                                                         |
|      | Xavier Deniau               | 18. September 1981 | 25. April 1983     | RPR     | EPD      | Nachgerückt für Marie-Madeleine Fourcade, Nachrücker: Jacqueline Nebout |
|      | Jacques Denis               | 17. Juli 1979      | 23. Juli 1984      | PCF     | KOM      |                                                                         |
|      | Marie-Madeleine Dienesch    | 17. Juli 1979      | 13. Oktober 1980   | RPR     | EPD      | Nachrücker: Jean de Lipkowski                                           |
|      | André Diligent              | 17. Juli 1979      | 23. Juli 1984      | UDF     | EVP      |                                                                         |
|      | Georges Donnez              | 17. Juli 1979      | 23. Juli 1984      | UDF     | LD       |                                                                         |
|      | Olivier d’Ormesson          | 17. Juli 1979      | 23. Juli 1984      | UDF     | EVP      |                                                                         |
|      | Maurice Doublet             | 1. Juli 1980       | 19. Juni 1981      | RPR     | EPD      | Nachgerückt für Pierre Messmer, Nachrücker: Michel Junot                |
|      | Paule Duport                | 1. November 1981   | 23. Juli 1984      | PS      | SOC      | Nachgerückt für Jean Oehler                                             |
|      | Maurice Druon               | 17. Juli 1979      | 26. Juni 1980      | RPR     | EPD      | Nachrücker: André Fanton                                                |
|      | Claude Estier               | 17. Juli 1979      | 1. September 1981  | PS      | SOC      | Nachrücker: Alain Bombard                                               |
|      | Louis Eyraud                | 15. September 1981 | 23. Juli 1984      | PS      | SOC      | Nachgerückt für Frédéric Jalton                                         |
|      | Roger Fajardie              | 17. Juni 1981      | 23. Juli 1984      | PS      | SOC      | Nachgerückt für Édith Cresson                                           |
|      | André Fanton                | 26. Juni 1980      | 19. April 1982     | RPR     | EPD      | Nachgerückt für Maurice Druon, Nachrücker: André Bord                   |
|      | Edgar Faure                 | 17. Juli 1979      | 23. Juli 1984      | UDF     | LD       |                                                                         |
|      | Maurice Faure               | 17. Juli 1979      | 17. Juni 1981      | MGRS    | SOC      | Nachrücker: Henri Saby                                                  |
|      | Guy Fernandez               | 17. Juli 1979      | 23. Juli 1984      | PCF     | KOM      |                                                                         |
|      | Raymond Forni               | 10. September 1981 | 11. September 1981 | PS      | SOC      | Nachgerückt für Jacques Delors, Nachrücker: Marie-Jacqueline Desouches  |
|      | Marie-Madeleine Fourcade    | 13. Oktober 1980   | 18. September 1981 | RPR     | EPD      | Nachgerückt für Michel Debré, Nachrücker: Xavier Deniau                 |
|      | Georges Frischmann          | 17. Juli 1979      | 23. Juli 1984      | PCF     | KOM      |                                                                         |
|      | Gérard Fuchs                | 17. Juni 1981      | 23. Juli 1984      | PS      | SOC      | Nachgerückt für Yvette Roudy                                            |
|      | Yvette Fuillet              | 17. Juli 1979      | 23. Juli 1984      | PS      | SOC      |                                                                         |
|      | Yves Galland                | 17. Juli 1979      | 23. Juli 1984      | UDF     | LD       |                                                                         |
|      | Françoise Gaspard           | 17. Juli 1979      | 1. September 1981  | PS      | SOC      | Nachrücker: Nicolas Alfonsi                                             |
|      | Roger Gauthier              | 13. Januar 1983    | 23. Juli 1984      | RPR     | EPD      | Nachgerückt für Michel Junot                                            |
|      | François-Marie Geronimi     | 17. Oktober 1980   | 23. Juli 1984      | RPR     | EPD      | Nachgerückt für Nicole Chouraqui                                        |
|      | Alain Gillot                | 17. Juli 1979      | 13. Oktober 1980   | RPR     | EPD      | Nachrücker: André Turcat                                                |
|      | Maxime Gremetz              | 17. Juli 1979      | 23. Juli 1984      | PCF     | KOM      |                                                                         |
|      | Jacqueline Hoffmann         | 17. Juli 1979      | 23. Juli 1984      | PCF     | KOM      |                                                                         |
|      | Gérard Israël               | 16. Mai 1980       | 23. Juli 1984      | RPR     | EPD      | Nachgerückt für Jacques Chirac                                          |
|      | Frédéric Jalton             | 7. März 1980       | 15. September 1981 | PS      | SOC      | Nachgerückt für Pierre Mauroy, Nachrücker: Louis Eyraud                 |
|      | Gérard Jaquet               | 17. Juli 1979      | 23. Juli 1984      | PS      | SOC      |                                                                         |
|      | Charles Josselin            | 17. Juli 1979      | 17. Juni 1981      | PS      | SOC      | Nachrücker: Yvonne Théobald-Paoli                                       |
|      | Michel Junot                | 19. Juni 1981      | 13. Januar 1983    | RPR     | EPD      | Nachgerückt für Maurice Doublet, Nachrücker: Roger Gauthier             |
|      | Gabriel Kaspereit           | 25. Juli 1983      | 23. Juli 1984      | RPR     | EPD      | Nachgerückt für Huges Tatilon                                           |
|      | Claude Labbé                | 17. Juli 1979      | 11. Juli 1980      | RPR     | EPD      | Nachrücker: Jean-José Clément                                           |
|      | Pierre Lalumière            | 23. November 1981  | 23. Juli 1984      | PS      | SOC      | Nachgerückt für Gilles Martinet                                         |
|      | Jean Lecanuet               | 17. Juli 1979      | 23. Juli 1984      | UDF     | EVP      |                                                                         |
|      | Charles-Émile Loo           | 17. Juli 1979      | 23. Juli 1984      | PS      | SOC      |                                                                         |
|      | Georges Marchais            | 17. Juli 1979      | 23. Juli 1984      | PCF     | KOM      |                                                                         |
|      | Roland Marchesin            | 1. Januar 1984     | 23. Juli 1984      | PS      | SOC      | Nachgerückt für Daniel Percheron                                        |
|      | Maurice Martin              | 17. Juli 1979      | 23. Juli 1984      | PCF     | KOM      |                                                                         |
|      | Simone Martin               | 17. Juli 1979      | 23. Juli 1984      | UDF     | LD       |                                                                         |
|      | Gilles Martinet             | 17. Juli 1979      | 23. November 1981  | PS      | SOC      | Nachrücker: Pierre Lalumière                                            |
|      | Pierre Mauroy               | 17. Juli 1979      | 7. März 1980       | PS      | SOC      | Nachrücker: Frédéric Jalton                                             |
|      | Sylvie Mayer                | 17. Juli 1979      | 23. Juli 1984      | PCF     | KOM      |                                                                         |
|      | Jean Méo                    | 18. September 1981 | 6. Oktober 1982    | RPR     | EPD      | Nachgerückt für André Turcat, Nachrücker: Magdeleine Anglade            |
|      | Pierre Messmer              | 17. Juli 1979      | 1. Juli 1980       | RPR     | EPD      | Nachrücker: Maurice Doublet                                             |
|      | Jaques Moreau               | 17. Juli 1979      | 23. Juli 1984      | PS      | SOC      |                                                                         |
|      | Louise Moreau               | 17. Juli 1979      | 23. Juli 1984      | UDF     | EVP      |                                                                         |
|      | Didier Motchane             | 17. Juli 1979      | 23. Juli 1984      | PS      | SOC      |                                                                         |
|      | Jacqueline Nebout           | 25. April 1983     | 23. Juli 1984      | RPR     | EPD      | Nachgerückt für Xavier Deniau                                           |
|      | Jean-Thomas Nordmann        | 16. April 1982     | 23. Juli 1984      | UDF     | LD       | Nachgerückt für Francis Combe                                           |
|      | Jean Oehler                 | 17. Juli 1979      | 1. November 1981   | PS      | SOC      | Nachrücker: Paule Duport                                                |
|      | René Paulhan                | 16. Dezember 1981  | 11. März 1983      | RPR     | EPD      | Nachgerückt für Jean de Lipkowski, Nachrücker: Marie-Claire Scamaroni   |
|      | Daniel Percheron            | 17. Juli 1979      | 1. Januar 1984     | PS      | SOC      | Nachrücker: Roland Marchesin                                            |
|      | Nicole Péry                 | 17. September 1981 | 23. Juli 1984      | PS      | SOC      | Nachgerückt für Georges Sarre                                           |
|      | Pierre Pflimlin             | 17. Juli 1979      | 23. Juli 1984      | UDF     | EVP      |                                                                         |
|      | Jean-François Pintat        | 17. Juli 1979      | 23. Juli 1984      | UDF     | LD       |                                                                         |
|      | René Piquet                 | 17. Juli 1979      | 23. Juli 1984      | PCF     | KOM      |                                                                         |
|      | Edgard Pisani               | 24. Oktober 1979   | 25. Mai 1981       | PS      | SOC      | Nachrücker: Bernard Thareau                                             |
|      | Henriette Poirier           | 17. Juli 1979      | 23. Juli 1984      | PCF     | KOM      |                                                                         |
|      | Christian Poncelet          | 17. Juli 1979      | 13. Oktober 1980   | RPR     | EPD      | Nachrücker: Daniel Vié                                                  |
|      | Michel Poniatowski          | 17. Juli 1979      | 23. Juli 1984      | UDF     | LD       |                                                                         |
|      | Pierre Pranchère            | 17. Juli 1979      | 23. Juli 1984      | PCF     | KOM      |                                                                         |
|      | Marie-Jane Pruvot           | 17. Juli 1979      | 23. Juli 1984      | UDF     | LD       |                                                                         |
|      | Eugène Remilly              | 17. Juli 1979      | 23. Juli 1984      | RPR     | EPD      |                                                                         |
|      | Hector Riviérez             | 19. November 1983  | 23. Juli 1984      | RPR     | EPD      | Nachgerückt für Magdeleine Anglade                                      |
|      | Hector Rolland              | 1. Oktober 1983    | 23. Juli 1984      | RPR     | EPD      | Nachgerückt für Jean Mouchel                                            |
|      | André Rossi                 | 17. Juli 1979      | 23. Juli 1984      | UDF     | LD       |                                                                         |
|      | Yvette Roudy                | 17. Juli 1979      | 17. Juni 1981      | PS      | SOC      | Nachrücker: Gérard Fuchs                                                |
|      | Victor Sablé                | 17. Juli 1979      | 23. Juli 1984      | UDF     | LD       |                                                                         |
|      | Henri Saby                  | 17. Juni 1981      | 23. Juli 1984      | PS      | SOC      | Nachgerückt für Maurice Faure                                           |
|      | Georges Sarre               | 17. Juli 1979      | 17. September 1981 | PS      | SOC      | Nachrücker: Nicole Péry                                                 |
|      | Marie-Claire Scamaroni      | 11. März 1983      | 23. Juli 1984      | RPR     | EPD      | Nachgerückt für René Paulhan                                            |
|      | Roger-Gérard Schwartzenberg | 17. Juli 1979      | 25. März 1983      | MGRS    | SOC      | Nachrücker: Pierre Bernard                                              |
|      | Christiane Scrivener        | 17. Juli 1979      | 23. Juli 1984      | UDF     | LD       |                                                                         |
|      | Jean Seitlinger             | 17. Juli 1979      | 23. Juli 1984      | UDF     | EVP      |                                                                         |
|      | Maurice-René Simonnet       | 17. Juli 1979      | 23. Juli 1984      | UDF     | EVP      |                                                                         |
|      | Georges Sutra de Germa      | 17. Juli 1979      | 23. Juli 1984      | PS      | SOC      |                                                                         |
|      | Hugues Tatilon              | 27. Mai 1983       | 25. Juli 1983      | RPR     | EPD      | Nachgerückt für Louisa Weiss, Nachrücker: Gabriel Kaspereit             |
|      | Bernard Thareau             | 17. Juni 1981      | 23. Juli 1984      | PS      | SOC      | Nachgerückt für Edgard Pisani                                           |
|      | Yvonne Théobald-Paoli       | 17. Juni 1981      | 23. Juli 1984      | PS      | SOC      | Nachgerückt für Charles Josselin                                        |
|      | André Turcat                | 13. Oktober 1980   | 18. September 1981 | RPR     | EPD      | Nachgerückt für Alain Gillot, Nachrücker: Jean Méo                      |
|      | Marie-Claude Vayssade       | 17. Juli 1979      | 23. Juli 1984      | PS      | SOC      |                                                                         |
|      | Simone Veil                 | 17. Juli 1979      | 23. Juli 1984      | UDF     | LD       |                                                                         |
|      | Paul Vergès                 | 17. Juli 1979      | 23. Juli 1984      | PCR     | KOM      |                                                                         |
|      | Daniel Vié                  | 13. Oktober 1980   | 23. Juli 1984      | RPR     | EPD      | Nachgerückt für Christian Poncelet                                      |
|      | Louise Weiss                | 17. Juli 1979      | 27. Mai 1983       | RPR     | EPD      | Nachrücker: Hugues Tatilon                                              |
|      | Francis Wurtz               | 17. Juli 1979      | 23. Juli 1984      | PCF     | KOM      |                                                                         |